# Раславице (Горлицкий повет)
Раслави́це (пол. Racławice) — село в Польше, находящееся на территории гмины Беч Горлицкого повята Малопольского воеводства. 

## География
Село находится в 5 км от административного центра города Беч,  в 12 км. от города Горлице и в 97 км от Кракова.

## История
Село было основано в середине XIII века краковским воеводой Яксой герба Гриф. Первые свидетельства о селе относятся к 1382 году. Название села происходит от имени Раслава, которая была женой воеводы Яксы. До XVI века село носило наименование Рачславица. В XVII веке около Раславице произошло сражение между польским крестьянским отрядом и шведами под управлением Патрика Гордомом. В Раславице находится так называемая Шведская могила, в которой, согласно местному преданию, захоронены погибшие польские крестьяне.
В 1975-1998 годах село административно входило в Кросненское воеводство.

## Достопримечательности
- Шведская могила (Раславице) – курган, основанный в XVII веке во время Шведского потопа;
- Воинское кладбище № 111 (Раславице);
- Часовня XVII века.